# Силвио Спан
Силвио Спан (21. август 1981) бивши је тринидадски фудбалер.

## Репрезентација
За репрезентацију Тринидада и Тобага дебитовао је 2002. године. За национални тим одиграо је 40 утакмица и постигао 2 гола.

## Статистика
| Тринидад и Тобаго | Тринидад и Тобаго | Тринидад и Тобаго |
| Год.              | Ута.              | Гол.              |
| ----------------- | ----------------- | ----------------- |
| 2002              | 3                 | 0                 |
| 2003              | 6                 | 0                 |
| 2004              | 8                 | 1                 |
| 2005              | 9                 | 0                 |
| 2006              | 2                 | 0                 |
| 2007              | 5                 | 1                 |
| 2008              | 1                 | 0                 |
| 2009              | 6                 | 0                 |
| Укупно            | 40                | 2                 |